# Koki Ishii
Koki Ishii (Japans: 石井紘基, Ishii Kōki) (Setagaya, Tokio, 6 november 1940 – aldaar, 25 oktober 2002) was een Japans parlementariër die door een moordaanslag om het leven kwam.
Ishii was lid van de Japanse Democratische Partij, ten tijde van de moord de grootste oppositiepartij in Japan. Hij werd voor zijn huis in zijn buik gestoken, terwijl hij in zijn auto wilde instappen. Hij overleed in het ziekenhuis.
De dader was Hakusui Ito (48), een welbekende uyoku of ultra-nationalist. Ito hield zich al jaren regelmatig op rond het kantoor van Ishii's kiesdistrict in Setagaya, waar hij probeerde rechts-extremistische boeken te verkopen en politieke donaties trachtte te verkrijgen door afpersing, een gebruikelijke uyoku-methode. Toen Ishii ook nog weigerde in te gaan op een verzoek van Ito om zijn huur te betalen, werd hem dit noodlottig.
De 61-jarige Ishii zat in het parlement sinds 1993 en hij voerde een sterke oppositie tegen de begrotingsoverschrijdingen en de uitbreiding van de Japanse Zelfverdedigingstroepen. Ook speelde hij een belangrijke rol bij de val van Muneo Suzuki, een invloedrijk lid van de regerende Liberaal-Democratische Partij. Suzuki werd gearresteerd op verdenking van het aannemen van steekpenningen van een bouwbedrijf.
- CiNii: DA03434914
- International Standard Name Identifier: 0000 0000 2979 9566
- Library of Congress Control Number: n89142015
- Bibliotheek van het Japanse parlement: 00190712
- Virtual International Authority File: 72984649
- WorldCat: E39PBJvd6fDjRvJfHTMmV77CQq